# سید علی افتخاری
سید علی افتخاری (زاده ۷ مرداد ۱۳۴۳) که با نام «امیر افتخاری» هم شناخته می‌شود، بازیکن سابق و مربی فوتبال ایران است. وی سابقه بازی در تیم‌های استقلال رشت، کشاورز، سایپا تهران، استقلال تهران و پرسپولیس تهران را دارد. او با سایپا سه جام قهرمانی لیگ و حذفی و با پرسپولیس قهرمانی لیگ را به دست آورد. او به عنوان یار کمکی با استقلال قهرمان آسیا و با تیم ملی قهرمان بازی‌های آسیایی پکن شد. او با شش جام یکی از بازیکنان جام‌آور فوتبال ایران در عرصه داخلی و آسیایی محسوب می‌شود. وی سابقه ۲۱ بازی ملی را دارد. افتخاری با تیم ملی در جام ملت‌های آسیا در سال ۱۹۸۸ به مقام سوم و در بازیهای آسیایی پکن به قهرمانی و با سایپا در جام باشگاه‌های آسیا به مقام چهارم رسید.